# Azur (satélite)

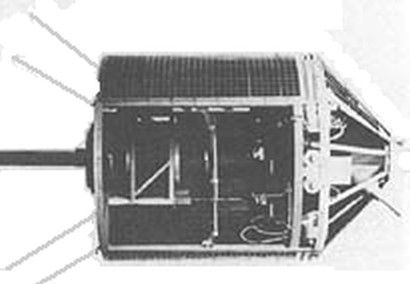
Azur

Azur é um satélite artificial alemão lançado em parceria com a NASA no dia 8 de novembro de 1969 por um foguete Scout a partir da Base da Força Aérea de Vandenberg.

## Características
A missão do Azur consistiu em obter dados sobre os cinturões de radiação da Terra. Para isso dedicou a obter o espectro de energia dos prótons e elétrons da zona interior dos cintos, a medir os fluxos de elétrons com energia maior que 40 keV e direções paralelas, antiparalelas e perpendiculares às linhas de campo magnético em regiões aurorais e medir prótons solares.
24 horas após o lançamento do sistema de controle do satélite começou a experimentar problemas intermitentes que duraram toda a missão. O gravador de fita falhou em 8 de dezembro de 1969. Antes da falha, a equipe do projeto estimou que tinha recolhido entre 85% e 90% dos dados esperados no início da missão. A telemetria do satélite falhou completamente no início de julho de 1970, dando fim à missão.